# مهروش صفی‌نیا
مهروش صفی‌نیا (مستوفی) (?-۱۲۹۶) نمایندهٔ حوزهٔ انتخابیهٔ شمیرانات در دوره بیست و سوم مجلس شورای ملی بوده‌است. او دختر عبدالله مستوفی (مدیرالسلطنه) و مریم مستوفی اردلان (فخرالسلطنه) بود. صفی‌نیا عضو حزب ایران نوین و یک دبیر آموزش و پرورش بود. او همچنین دارای یک مؤسسه فرهنگی به نام خود بود و ریاست اتحادیه زنان حقوقدان ایران را نیز برای مدتی بر عهده داشت.